# یاکوپو پلگرینی
یاکوپو پلگرینی (انگلیسی: Jacopo Pellegrini؛ زادهٔ ۱۲ سپتامبر ۲۰۰۰) بازیکن فوتبال است.
از باشگاه‌هایی که در آن بازی کرده‌است می‌توان به باشگاه فوتبال ساسولو اشاره کرد.